# 商南蒿
商南蒿（学名：Artemisia shangnanensis）为菊科蒿属的植物，为中国的特有植物。分布在中国大陆的河南、四川、陕西、云南等地，生长于海拔1,500米的地区，一般生于低海拔地区的山坡、路旁、中及林缘等地，目前尚未由人工引种栽培。